# Ramón Moya
Ramón Moya Ribalta (Castellnou de Seana, (Lérida), España, 2 de marzo de 1956) es un entrenador de fútbol español.

## Trayectoria
Ramón Moya es el técnico que más veces ha dirigido a Centre d'Esports L'Hospitalet en toda su historia, en concreto durante 261 partidos.
Entrenó en la Liga BBVA dirigiendo al RCD Espanyol durante algunas semanas a finales de 2002, tras la salida de Juande Ramos del equipo.
En junio de 2006 ficha por el Centre d'Esports Sabadell Futbol Club, que acababa de descender a Tercera División. En noviembre de 2009 fue cesado.

## Trayectoria como entrenador
| Club                                 | País   | Año       |
| ------------------------------------ | ------ | --------- |
| RCD Espanyol (Categorías inferiores) | España | 1990-1993 |
| CE L'Hospitalet                      | España | 1993-1995 |
| Gimnàstic de Tarragona               | España | 1995-1996 |
| CE L'Hospitalet                      | España | 1996-1999 |
| RCD Espanyol B                       | España | 1999-2002 |
| RCD Espanyol                         | España | 2002-2004 |
| CE L'Hospitalet                      | España | 2004-2006 |
| CE Sabadell                          | España | 2006-2009 |
| UDA Gramenet                         | España | 2010-2012 |
| CD Castellón                         | España | 2014-     |